# Strowan
Strowan est une banlieue adjacente à la cité de Christchurch, située dans l’Île du Sud de la Nouvelle-Zélande.

## Situation
Elle est localisée à approximativement 5 km au nord-ouest du CBD de la cité de Christchurch. 
Elle est située entre les banlieues de Merivale (au sud de ‘Leinster Road’), Papanui (au nord-est de ‘Blighs Road’), Bryndwr (au nord-ouest de ‘Blighs Road’), Idris Road (au nord de ‘Jeffreys Road’), Fendalton (au sud-ouest de ‘Idris Road’ (au sud de ‘Jeffreys Road’), et St Albans (à l’est de ‘Papanui Road’).

## Population
La banlieue avait une population de 3 705 habitants lors du recensement de 2013. 

## Activité
La zone est à prédominance résidentielle, contenant principalement des parcs et des écoles avec quelques magasins de détails ou des bâtiments à visée commerciale. 
Un petit centre commercial existe à l’intersection de Wairakei et de Normans Road, dans le centre de la banlieue. 
Il y a un hôpital privé dans le coin sud-est de la banlieue de Strowan près de la bordure de la banlieue de Merivale, appelé St. George's Hospital.

## Éducation
La banlieue possède un certain nombre d’écoles, comprenant «Waimairi School », «St.Patricks School», «Heaton Normal Intermediate » et le collège St. Andrew (en).

## Transport
La principale ligne de train du nord de Christchurch circule à travers la partie ouest de la banlieue, traversant les routes ‘Wairakei road’ et ‘Glandovey road ‘existant sur le secteur de ‘Blighs, Roads’.

## Installations
La plupart des maisons de la banlieue sont grandes et chères, avec généralement une architecture  plus ancienne que les zones plus récentes de Christchurch. 
Il y a eu de petits dommages liés au tremblement de terre au niveau de Strowan après le Séisme de 2011 à Christchurch.
L’Hôpital St George a ouvert en 1928 et est maintenant l’un des plus importants hôpitaux privés de la Nouvelle-Zélande, siégeant au ‘249 Papanui Road’.